# Mary Evelyn Wood
Mary Evelyn Wood (1900 – 1978) là một chính trị gia và y tá ở Quần đảo Cayman. Bà là người phụ nữ đầu tiên được bầu vào Hội đồng Lập pháp của Quần đảo Cayman.
Con gái của Charles và Julietta Wood, bà bắt đầu một ngôi trường nhỏ trong nhà của cha mình khi bà ở độ tuổi 20. Wood được đào tạo như một y tá và làm việc trong cộng đồng của bà như một y tá, thăm những người mẹ mới và những người bệnh và những người bệnh. Bà chăm sóc cho các nạn nhân của bệnh thương hàn vào cuối những năm 1930.
Wood là một trong nhiều phụ nữ đã ký một bản kiến nghị năm 1957 để ủng hộ quyền bầu cử của phụ nữ; phụ nữ đã giành được phiếu bầu năm 1959. Cùng năm đó, bà gia nhập Đảng Dân chủ Quốc gia, làm thủ quỹ. Năm 1962, bà được bầu vào hội đồng lập pháp cho quận Bodden Town. Bà không phải là người phụ nữ đầu tiên phục vụ, tuy nhiên, như Annie Huldah Bodden đã bổ nhiệm năm trước.
Wood cũng là người phụ nữ đầu tiên ở Quần đảo Cayman phục vụ trong bồi thẩm đoàn.
Năm 1965, Wood nhận được Giấy chứng nhận Quần đảo Cayman và Huy hiệu Danh dự cho dịch vụ của mình cho cộng đồng.